# アセンシオ・フリア

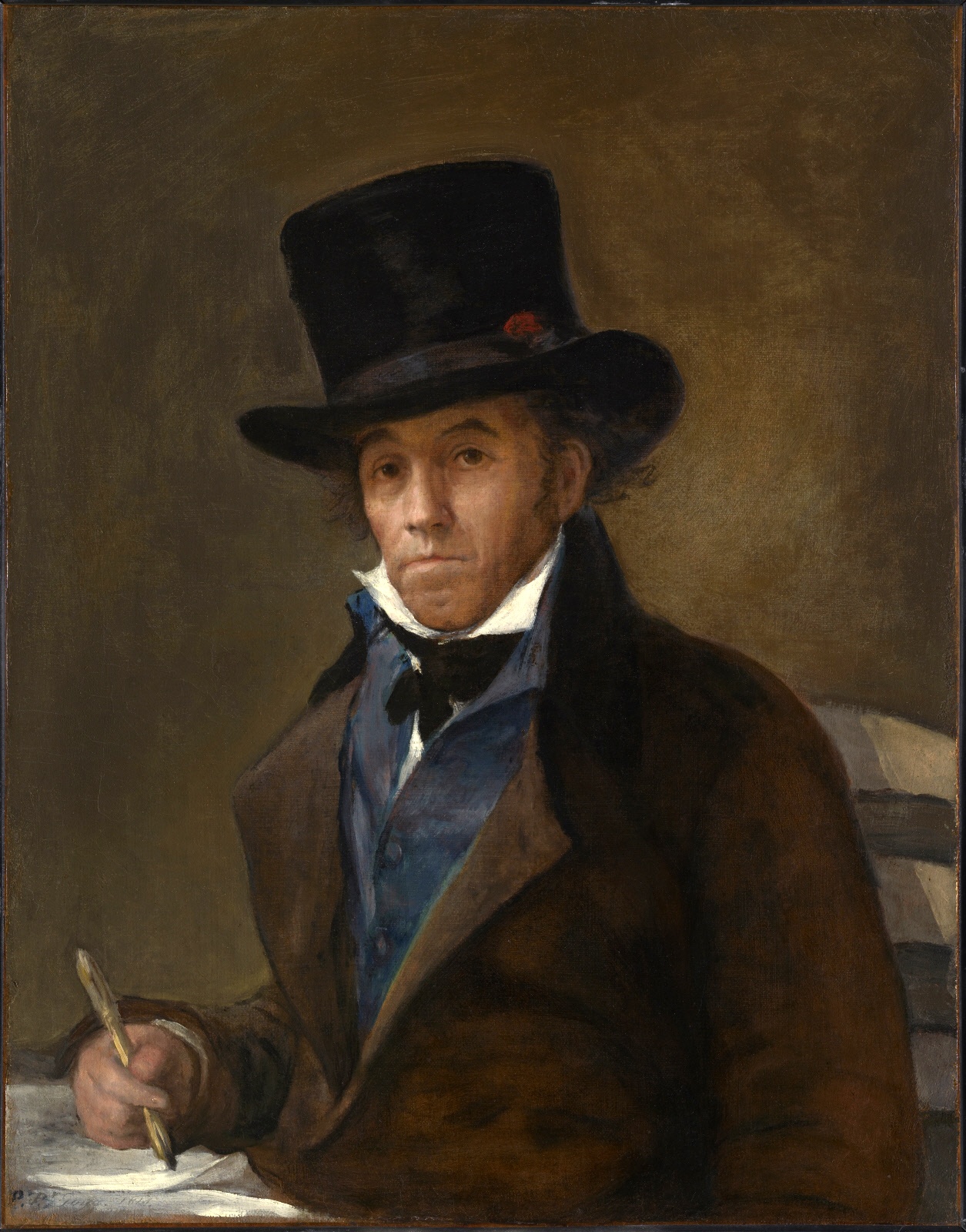
アセンシオ・フリアの肖像（ゴヤ画、1814年頃、スターリング・アンド・フランシーヌ・ クラーク美術館蔵）

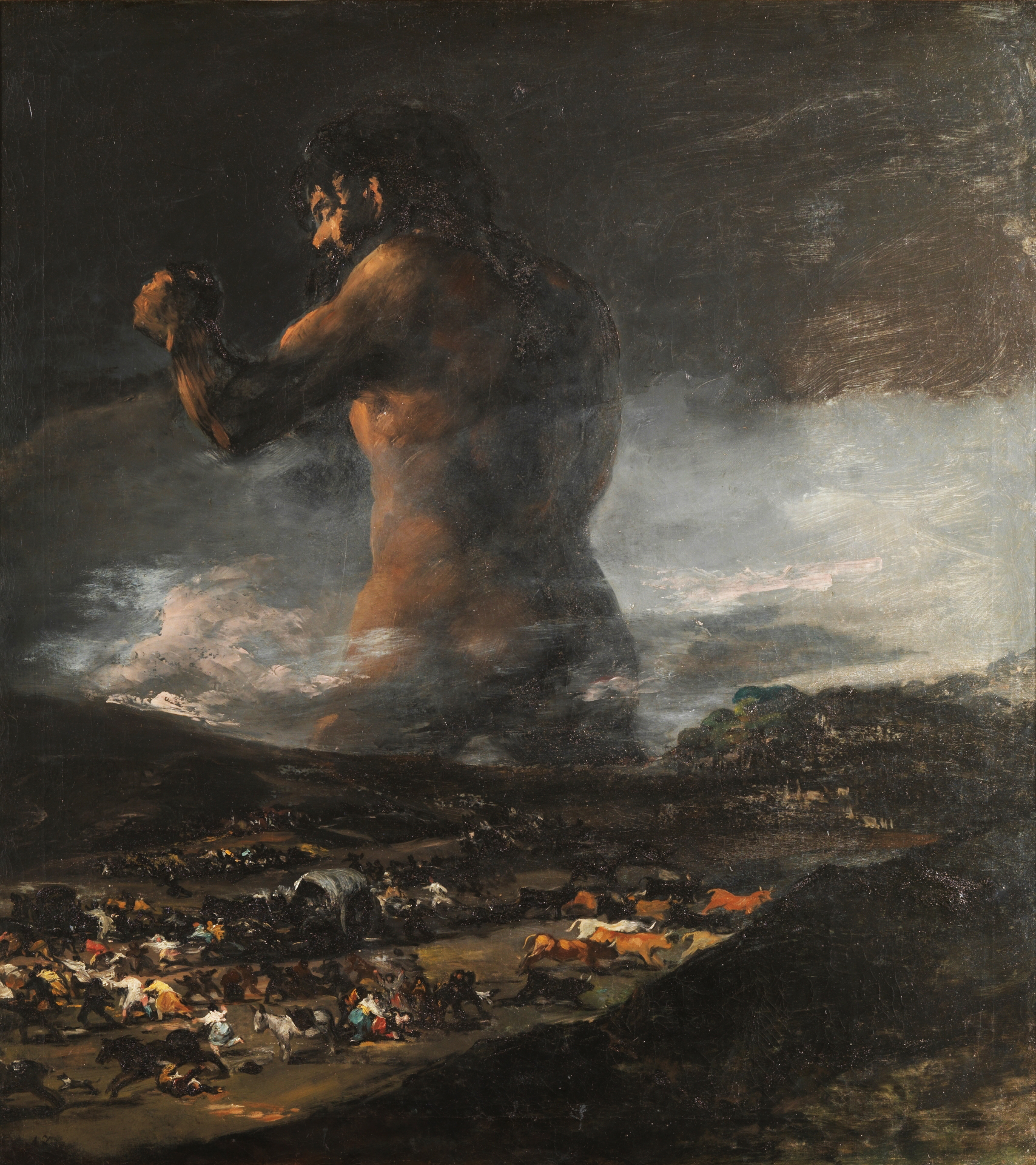
巨人（1808年-1812年頃、プラド美術館蔵）

アセンシオ・フリア・アルバラシン（Asensio Julià i Alvarracín、1760年11月8日 - 1832年2月22日）は、バレンシア生まれのスペインの画家。フランシスコ・デ・ゴヤの弟子。

## 概要
一般には知られていない無名の画家であったが、長らくゴヤの代表作とされてきた『巨人』（スペイン・プラド美術館蔵）について、「AJ」というサインがあることや、その技術的特徴などから、ゴヤの作品であることに疑問が呈され、調査が行われた結果、2009年1月26日に、プラド美術館の専門家のチームによって、アセンシオ・フリアの作品である可能性が強いと発表された。